# 森尾由美
森尾 由美（もりお ゆみ、1966年6月8日 - ）は、日本の女優、声優、タレントである。出生名同じ。
東京都豊島区巣鴨生まれ、埼玉県草加市育ち。スターダストプロモーション所属。
デビュー時のキャッチコピーは「レモンチックな17歳」。1993年生まれの長女と1999年生まれの次女がおり、2022年6月には初孫（長女の子供）が誕生。

## 来歴

### デビュー前・高校生活
中村高等学校に入学後、1年目までは通常どおり進級するが2年生以降から本格的に仕事を始め、出席日数不足の為、留年、3年生に進級できず計2回の留年となる。その後2年生から明治大学付属中野高校定時制へ転校し、卒業。以上の流れで高校生活を併せて6年間送るが卒業時は学年2位の優秀な成績であった。大学進学を勧められるが進学せず芸能活動に専念している。

### 芸能活動
雑誌『Seventeen』読者モデルに応募し、掲載写真を見たスターダストプロモーションの関係者にスカウトされる。1982年に、フジテレビのドラマ『ねらわれた学園』でデビュー。翌年「お・ね・が・い」でアイドル歌手デビューを果たし、クレアラシルのCMなどに出演。以後、『オールナイトフジ』の司会や『天才・たけしの元気が出るテレビ!!』などバラエティーでも活躍し、タレント活動の幅を広げる。フジテレビ系トークバラエティ「森の磯松」シリーズで人気、知名度が定着し、1990年代には多くのトレンディドラマに出演した。
1992年、アメリカ在住の日本人男性と結婚。結婚報告記者会見では『元気が出るテレビ』の共演者であるビートたけしや松方弘樹が同席し、妊娠中であることを明かした。森尾がアメリカに移住したこともあったが、現在は日本在住で「遠距離別居」を続けている。
30代前半にTBS系「愛の劇場シリーズ」の「大好き!五つ子」シリーズで五つ子の母親役を演じ、代表作の一つとなる。なお、2009年3月で終了した同枠のドラマにおいて計13回主演し、愛の劇場シリーズの主演最多記録を持つことになった。
声優としても活動し、アニメ『こちら葛飾区亀有公園前派出所』のメインキャラクターである秋本・カトリーヌ・麗子役は10年以上の長きに渡り演じ続けている。

### エピソード
金子功のファッションブランド「ピンクハウス」の服を愛用しており、「森の磯松」シリーズでは必ず着用している。
「季節はずれの海岸物語」にゲスト出演した当時から、可愛かずみとは親友関係で、可愛が亡くなった時は、とても悲しんでいたという。
2020年ごろに飼育していた愛犬の名前はオレオ。

## 83年組
森尾の歌手デビューは1983年（昭和58年）である。同年にデビューした歌手としては他に、大沢逸美、徳丸純子、松本明子、小林千絵、THE GOOD-BYE、岩井小百合、いとうまい子、原真祐美、桑田靖子、木元ゆうこなどがいた。2018年11月19日、11月20日東京銀座博品館劇場にてデビュー35周年を記念して、同期デビューの大沢逸美、桑田靖子、小林千絵、松本明子、徳丸純子、木元ゆうこを集めライブイベント～不作と言われた私たち「お神セブンと申します」～を開催。
2023年9月29日・9月30日、東京銀座博品館劇場にて、83年組デビュー40周年を記念して「お神セブン再結集」開催。

## ディスコグラフィ

### シングル
| #  | 発売日          | A/B面 | タイトル               | 作詞       | 作曲       | 編曲       | 規格品番 |
| -- | --------------- | ----- | ---------------------- | ---------- | ---------- | ---------- | -------- |
| 1  | 1983年 5月5日   | A面   | お・ね・が・い         | 槇村侑     | 槇村侑     | 清水信之   | 7A-0279  |
| 1  | 1983年 5月5日   | B面   | 口唇緊張あと5cm        | 古田喜昭   | 古田喜昭   | 清水信之   | 7A-0279  |
| 2  | 1983年 8月5日   | A面   | ごめんなさい♥愛してる  | 古田喜昭   | 古田喜昭   | 松任谷正隆 | 7A-0300  |
| 2  | 1983年 8月5日   | B面   | お料理マンボ           | 安藤芳彦   | 槇村侑     | 大谷和夫   | 7A-0300  |
| 3  | 1983年 10月5日  | A面   | 天気予報はI Luv U      | 槇村侑     | 佐久間正英 | 佐久間正英 | 7A-0326  |
| 3  | 1983年 10月5日  | B面   | 刺激がいっぱい         | SHOW       | 小田裕一郎 | 佐久間正英 | 7A-0326  |
| 4  | 1984年 1月21日  | A面   | 初恋のメロディー       | 橋本淳     | 筒美京平   | 萩田光雄   | 7A-0344  |
| 4  | 1984年 1月21日  | B面   | 初めての感傷           | 森雪之丞   | 佐久間正英 | 萩田光雄   | 7A-0344  |
| 5  | 1984年 4月5日   | A面   | トモダチの関係         | 橋本淳     | 筒美京平   | 萩田光雄   | 7A-0364  |
| 5  | 1984年 4月5日   | B面   | 妖精                   | 橋本淳     | 筒美京平   | 萩田光雄   | 7A-0364  |
| 6  | 1984年 7月18日  | A面   | ASIAチックDoll         | 橋本淳     | 筒美京平   | 萩田光雄   | 7A-0403  |
| 6  | 1984年 7月18日  | B面   | ミシェル森の中へ       | 橋本淳     | 筒美京平   | 萩田光雄   | 7A-0403  |
| 7  | 1984年 10月21日 | A面   | カガミに御用心         | 橋本淳     | 馬飼野康二 | 馬飼野康二 | 7A-0431  |
| 7  | 1984年 10月21日 | B面   | ジュ・テーム           | 橋本淳     | 馬飼野康二 | 馬飼野康二 | 7A-0431  |
| 8  | 1985年 3月21日  | A面   | だからタッチ・ミー     | 安井かずみ | 加藤和彦   | 船山基紀   | 7A-0471  |
| 8  | 1985年 3月21日  | B面   | 少女たちはどこへ行った | 安井かずみ | 加藤和彦   | 船山基紀   | 7A-0471  |
| 9  | 1985年 9月21日  | A面   | そうしましょうね       | 岩里祐穂   | 網倉一也   | 萩田光雄   | 7A-0517  |
| 9  | 1985年 9月21日  | B面   | 粋でイナセなConnection | 槇村侑     | 槇村侑     | 白井良明   | 7A-0517  |
| 10 | 1986年 10月21日 | A面   | 恋は着替えられない     | 秋元康     | 三枝成章   | 瀬尾一三   | 7A-0645  |
| 10 | 1986年 10月21日 | B面   | MISS MISS GOOD-BYE     | 橋本淳     | 芳野藤丸   | 瀬尾一三   | 7A-0645  |

### アルバム

#### ベスト・アルバム
| 発売日         | アルバム | 規格 | 規格品番   |
| -------------- | --- | ---- | ---------- |
| 1984年3月3日   | 森尾由美 ベスト ※ オリコン最高28位、登場回数5回、売上1.3万枚 A面 1. お・ね・が・い 2. 口唇緊張あと5cm 3. ごめんなさい 愛してる 4. お料理マンボ 5. 一週間 B面 1. 天気予報はI Luv U 2. 刺激がいっぱい 3. 初恋のメロディ 4. 初めての感傷 5. サイレントメンタルごっこ 6. シンデレラの夜 | LP   | C28A-0319  |
| 1986年11月5日  | 森尾由美 スーパーベスト 1. お・ね・が・い 2. ごめんなさい 愛してる 3. 天気予報はI Luv U 4. 初恋のメロディ 5. トモダチの関係 6. ASIAチックDoll 7. カガミにご用心 8. だからタッチ・ミー 9. そうしましょうね 10. 恋は着替えられない 11. お料理マンボ 12. 口唇緊張あと5cm 13. 性格美人 14. 妖精 15. 狂った神話-ヌーベル・シャンソン 16. SHOW TIME | CD   | D32P-6011  |
| 1989年8月21日  | フォーエバー・アイドル・ベスト・シリーズ 森尾由美 ※ 1986年発売のD32P-6011と収録曲は同じ。 | CD   | D27A-1045  |
| 2001年11月21日 | Myこれ!クション 森尾由美 BEST 1. お・ね・が・い (3:22) 2. ごめんなさい□愛してる (3:17) 3. 天気予報はI Luv U (3:26) 4. 初恋のメロディー (3:28) 5. トモダチの関係 (3:23) 6. ASIAチックDoll (3:14) 7. カガミに御用心 (3:24) 8. だからタッチ・ミー (4:00) 9. そうしましょうね (4:41) 10. 恋は着替えられない (4:04) 11. MISS MISS GOOD-BYE (4:54) 12. 少女たちはどこへ行った (3:47) 13. お料理マンボ (2:59) 14. 雨の中の恋人達 (3:29) 15. 一週間 (2:45) 16. SHOW TIME (3:45) | CD   | PCCA-01609 |
| 2007年8月17日  | 森尾由美 SINGLESコンプリート 1. お･ね･が･い（3:21) 2. 口唇緊張あと5cm (3:23) 3. ごめんなさい□愛してる (3:14) 4. お料理マンボ (2:56) 5. 天気予報はI Luv U (3:24) 6. 刺激がいっぱい (2:55) 7. 初恋のメロディー (3:26) 8. 初めての感傷 (4:01) 9. トモダチの関係 (3:21) 10. 妖精 (3:54) 11. ASIA チックDoll (3:12) 12. ミシェル森の中へ (3:51) 13. カガミに御用心 (3:22) 14. ジュ･テーム (4:33) 15. だからタッチ･ミー (3:57) 16. 少女たちはどこへ行った (3:44) 17. そうしましょうね (4:39) 18. 粋でイナセなConnection (3:45) 19. 恋は着替えられない (4:04) 20. MISS MISS GOOD-BYE (4:53) | CD   | PCCA-2507  |
| 2010年4月21日  | Myこれ!Lite 森尾由美 1. お・ね・が・い (3:22) 2. ごめんなさい□愛してる (3:16) 3. 天気予報はI Luv U (3:25) 4. 初恋のメロディー (3:27) 5. トモダチの関係 (3:22) 6. ASIAチックDoll (3:12) 7. カガミに御用心 (3:24) 8. だからタッチ・ミー (3:58) 9. そうしましょうね (4:41) 10. 恋は着替えられない (4:05) 11. 口唇緊張あと5cm (3:25) 12. 妖精 (3:55) | CD   | PCCS-114   |

## 出演

### テレビドラマ
- ねらわれた学園（1982年、フジテレビ） - 青木悦子 役
- だから青春 泣き虫甲子園（1983年、NHK） - 高木レナ 役
- 青春はみだし刑事（1983年、日本テレビ） - 宮原明子 役
- 花の女子校 聖カトレア学園（1985年、テレビ東京）
- 遊びじゃないのよ、この恋は（1986年、TBS） - はるみ 役
- 君の瞳をタイホする!（1988年、フジテレビ）
- 名奉行 遠山の金さん 第1シリーズ 第17話「噂におびえる少女」（1988年、テレビ朝日）
- クズ!!!（1988年 TBS）
- 明日に向かって走れ!（1989年、フジテレビ） - 元宮小百合 役
- 混浴露天風呂連続殺人8（1989年、テレビ朝日） - 由紀 役
- 東京ストーリーズ「21時24分のアン・シャーリー」（1990年、フジテレビ）
- ドラマチック22（TBS）
  - ゴーゴー！バカ大将（1990年）
  - 改札口（1990年）※VHS版としては「ニューハーフ故郷に帰る〜改札口」。
- キモチいい恋したい!（1990年、フジテレビ） - 酒井ユキ 役
- 熱血業界宣言。（1990年、フジテレビ）
- 水曜ロードショー「江戸川乱歩傑作シリーズ 黒蜥蜴」（1990年、TBS）
- 結婚の理想と現実（1991年、フジテレビ） - 渡辺みどり 役
- デパート!夏物語（1991年、TBS） - 森村玲子 役
- ポールポジション!愛しき人へ…（1992年、日本テレビ） - 植田真希子 役
- 月曜ドラマスペシャル「動く不動産」（1992年6月8日、TBS）横溝正史ミステリ大賞
- 世にも奇妙な物語「気づかれない男」（1992年、フジテレビ）
- 学校があぶない（1992年、TBS） - 朝倉早紀子 役
- あすなろ白書（1993年、フジテレビ） - 園田晴美 役
- スチュワーデスの恋人（1994年、TBS） - 森村美苗 役
- ラブの贈りもの（1996年、TBS）（パート2は1997年） - 渡辺礼子 役
- 大好き!五つ子シリーズ（1999年 - 2009年 TBS） - 桜井桃子 役
- はなまるマーケット殺人事件（2000年、TBS）
- 義父のいる風景（2000年、TBS）
- 恋を何年休んでますか（2001年、TBS） - 坂口礼子 役
- 月曜ゴールデン「遺品整理人 谷崎藍子2」（2011年5月30日、TBS） - 夏目礼子 役
- 悪夢ちゃん 第6話（2012年11月17日、日本テレビ） - 清水麻子 役
- シンデレラデート（2014年、東海テレビ）
- 44歳のチアリーダー!!（2015年12月20日、NHK BSプレミアム・プレミアムドラマ） - 藤原聖子 役
- こえ恋（2016年、テレビ東京） - 吉岡美和子 役 [6]
- 相棒 season15 第5話「ブルーピカソ」（2016年11月9日、テレビ朝日） - 山本貴和子 役
- 科捜研の女（テレビ朝日）
  - 科捜研の女 正月スペシャル（スペシャル9）（2017年1月3日） - 間山圭子 役
  - 科捜研の女 season19 第16話（2019年9月5日） - 牧村克巳 役
- 警視庁・捜査一課長2020 第9話（2020年7月2日、テレビ朝日） - 倉前風吹 役
- インフルエンス（2021年3月20日 - 4月17日、WOWOW） - 戸塚芳子 役
- 三千円の使いかた（2023年1月7日 - 2月25日、東海テレビ・フジテレビ） - 御厨智子 役[7]
- ポケットに冒険をつめこんで 第1話（2023年10月20日、テレビ東京） - 赤城まどかの母親 役
- 三人夫婦（2025年4月9日 - 6月18日、TBS） - 矢野口恵 役[8]

### 映画
- それから（1985年） - 長井縫 役
- 曖・昧・Me（1990年）
- Mr.レディー夜明けのシンデレラ（1990年）
- 昭和歌謡大全集（2002年） - タケウチミドリ 役
- 悪夢ちゃん The 夢ovie（2014年5月3日、佐久間紀佳監督） - 清水麻子 役

### オリジナルビデオ
- 平成恋愛大図鑑 土下座物語（1991年）

### テレビアニメ
- 陽あたり良好!（1987年 - 1988年） - 岸本かすみ 役
- こちら葛飾区亀有公園前派出所（1996年 - 2004年、2005年 - 2008年） - 秋本・カトリーヌ・麗子 役[9]
  - こちら葛飾区亀有公園前派出所 THE FINAL 両津勘吉 最後の日（2016年）[10]

### 劇場アニメ
- 陽あたり良好! KA・SU・MI 夢の中に君がいた（1988年） - 岸本かすみ 役
- こちら葛飾区亀有公園前派出所 THE MOVIE（1999年） - 秋本・カトリーヌ・麗子 役[11]
  - こちら葛飾区亀有公園前派出所 THE MOVIE2 UFO襲来! トルネード大作戦!!（2003年）

### ゲーム
- こちら葛飾区亀有公園前派出所 ハイテクビル侵攻阻止作戦!の巻（1997年） - 秋本・カトリーヌ・麗子
- こちら葛飾区亀有公園前派出所 中川ランド大レース!の巻（1997年） - 秋本・カトリーヌ・麗子
- こちら葛飾区亀有公園前派出所 勝てば天国!負ければ地獄! 両津流 一攫千金大作戦!（2010年） - 秋本・カトリーヌ・麗子

### 情報番組
- はなまるマーケット（1996年10月 - 1996年12月、1997年4月 - 2004年3月、TBS）
- たしなみLady（2016年10月2日 - 2018年12月30日、フジテレビ）

### バラエティ
- はやく起きた朝は…
- 天才・たけしの元気が出るテレビ!!（1989年12月 - 1993年1月）
- ご存知!平成一番人気
- オールナイトフジ
- 愛川欽也の不思議ミステリーツアー
- 第7回 ももいろ歌合戦 お神セブン[12] として出場 なんてったってアイドルを歌唱（インターネットテレビABEMA、2023年12月31日）
- えぇトコ　ここは魅惑のワンダーランド〜京都 福知山市〜　(2024年10月10日、NHK)　ゲスト

### CM
- SORD M5 イメージキャラクター（1982年）
- 森永製菓 サンキストGET-C、森永ケーキサンド、森永チョコフレーク（1983年）
- 日本ヴィックス クレアラシル（1984年）
- LION「フルーツシャワー シャンプー・リンス」（1984年）共演:工藤夕貴・田中律子
- タカノフーズ「おかめ納豆」
- アンリツ（1985年）
- 花王「カリテ」「マジックリン」他
- 小林コーセー「アルヴィナ」（1988年）
- 協和発酵 サントネージュワイン
- マスプロアンテナ （1990年）
- 大正製薬 サントジェン （1998年）
- カルピス「ウェルチ」（2005年）
- デルマQIIピーリングゲル （2014年）

### 配信ドラマ
- 1122 いいふうふ（2024年6月14日配信予定、Amazon Prime Video） - 笹塚きみ子 役[13]

## 作品

### 書籍
- うわさは超過熱―どこまで愛してくれますか（青春ベストセラーズ）（1983年1月、ワニブックス）ISBN 978-4584200797
- ゆれて(＜VHS＞)（1990年1月、天田印刷加工）ISBN 978-4872230215
- 森尾由美が着る手編みセーター―だれにも編めるやさしいニット31点(レディブティックシリーズ no.852)（1995年1月、ブティック社）ISBN 978-4834708523
- 森尾由美が着る手編みニット(レディブティックシリーズ no.959)（1995年1月、ブティック社）ISBN 978-4834709599
- 森尾由美のドタバタ育児―DOTA‐IKU!（2000年4月、ワニブックス）ISBN 978-4847013171
- 森尾由美の大好き家族!クッキング(旭屋出版MOOK)（2002年11月、旭屋出版）ISBN 978-4751103449

共著
- おそく起きた朝は…（1996年3月、フジテレビ出版） - 松居直美、磯野貴理子との共著 ISBN 978-4594019495

### 写真集
- 刺激的な由美が好き!森尾由美(Deluxeマガジン―Photographic‐magazine)（1984年6月、講談社、撮影：野村誠一）ISBN 978-4061016088
- ひそかに愛言葉（1985年10月、ワニブックス、撮影：武藤義）ISBN 978-4847020308
- MISTY（1988年5月、ワニブックス、撮影：渡辺達生）ISBN 978-4847020872

### VHS
- ゆれて…（1989年10月25日、宮竹 / 天田印刷加工）

### DVD
- 「おそ朝&おそ昼」番組10周年・そしてこれから（2004年3月3日、フジテレビ） ※共演：松居直美、磯野貴理子